# Batalla de Jianmenguan
La batalla del pas de Jianmen (Jianmen Guan Zhandou, 剑门关战斗) va ser una batalla lliurada entre comunistes i nacionalistes durant la guerra civil xinesa posteriorment a l'època de la Segona Guerra Mundial i va acabar amb la victòria comunista. Va ser una de les batalles part de la campanya de Chengdu, que alhora era part de la campanya del sud-oest de la Xina.

## Antecedents
El govern republicà traslladà la capital provisional de Guangzhou a Chongqing el 15 d'octubre, i finalment a Chengdu el 29 de novembre. Chiang Kai-shek havia tornat al continent des de Taiwan el 14 de novembre, i estaria en Chonqqing i Chengdu intentant resistir la victòria comunista. Finalment, el 8 de desembre, Chiang dona per perduda la Xina continental, quedant només algunes bosses de resistència, especialment a Sichuan, i ordena a les seves tropes i als més alts càrrecs del govern l'abandó de Chengdu. El 10 de desembre de 1949, Chiang Kai-shek i el seu fill Chiang Ching-kuo volen a Taiwan.
El pas de Jianmen (Jianmen Guan, 剑门关) va ser una de les més importants entrades a Sichuan. Hi ha 72 cims a la muntanya i l'únic camí que travessava la muntanya era de 50 m d'ample. Qui controlava aquest tram de 2 km de la carretera controlava la porta d'enllaç a Sichuan, i els nacionalistes havien construït uns complexos sistemes de búnquers a la zona per reforçar la seva defensa contra els inevitables atacs dels comunistes.

## Batalla
Flanquejats en un pas de muntanya, els nacionalistes van haver d'abandonar les posicions defensives i abandonar Jiange.

## Conseqüències
La derrota nacionalista va permetre l'atac dels comunistes a la província de Sichuan, i amb ella, els comunistes controlaven la xina continental, acabant la guerra.